# Batalha de Sant’Ana
A Batalha de Sant'Ana foi um combate travado próximo da Ermida com o mesmo nome, em plena região serrana algarvia, alguns quilómetros a norte de São Bartolomeu de Messines, a 24 de Abril de 1834, saldando-se por uma vitória das tropas miguelistas. 
Nessa altura, no Algarve como noutros pontos do país, a disputa estava acesa entre os miguelistas (também chamados realistas ou legitimistas) e os liberais (também chamados constitucionalistas), que acabavam de receber o reforço de um importante contingente ali desembarcado e comandado por Bernardo de Sá Nogueira, Visconde de Sá da Bandeira.

## Crónica da batalha
"Regressando o general Barão de Faro a Loulé, e tendo chegado ao Algarve um reforço, mandado de Lisboa, o qual constava de um batalhão do 4.º regimento de infantaria e 30 lanceiros, desde logo foi empregado contra Remexido, avançando as forças sobre Silves, e depois sobre S. Bartolomeu de Messines. Onde, já a esse tempo, o Remexido tinha saído, fazendo alto nos pontos intermediários de S. Bartolomeu e de S. Marcos, sobre cujos pontos também marchava o brigadeiro Tomás António da Guarda Cabreira, comandante de uma divisão realista. Constando ao Visconde de Sá da Bandeira que Remexido se aproximava com os seus guerrilhas, avançou sobre os pontos mais fortes de S. Bartolomeu, fazendo alto no dia 24 de Abril, por lhe constar a marcha do Cabreira, que se tinha abdicado em S. Marcos. Fazendo Remexido junção com este no mesmo dia, atacou imediatamente as forças constitucionais, levando-as até à crista da serra, onde o general Barão de Faro se achava com grandes forças. Estas, vendo-se incomodadas, a grande custo assestaram a peça de artilharia, mas cujos serventes em breve a largaram, por ter ficado muito ferido um deles ao fazer fogo, com a peça. Depois removeram a peça para outro ponto, e dali ainda outro, de modo que a peça era antes um estorvo. No entanto as forças do Cabreira mais atacavam as forças constitucionais, que pareciam esmorecer.
O Remexido, flanqueando com as suas forças, matou o capitão Marcelo de lanceiros e aprisionou o tenente Francisco Solano Portelas, com alguns dos seus lanceiros ficando grande parte estendida no campo da batalha. Começaram então as tropas constitucionais a fazer a sua retirada, marchando no dia 25 sobre a estrada de Silves, e os realistas avançaram sobre Faro, onde estava o centro das tropas constitucionais, pensaram assim ter ganho porém suas forças estavam abatidas."